# Море Скоша
Скоша (енгл. Scotia Sea, рус. Мо́ре Ско́ша) је ивично море између Фолкландских острва, Јужне Џорџије и Јужних Сендвичких острва и Јужних Оркнијских острва. Назив потиче из 1932. по имену брода Scotia (Шкотска) шкотске антарктичке експедиције под командом Вилијама С. Бруса. Мноштво ледених брегова се отапа тамо.
Већи део мора лежи у Атлантском океану, а мањи у Јужном океану. На западу је Дрејков пролаз који повезује Атлантски са Тихим океаном. Површина мора је преко 1,3 милиона км². Просечна дубина је већа од 5.000 метара, што је више од просечних дубина мора у свету. Максимална дубина је 6.022 м.
Просечна температура на површини је од 6 °C до -1 °C. Салинитет воде је око 34‰. Море се углавном налази у субполарним географским ширинама. Северне воде превладавају само на северозападу, док у средини доминирају јужне поларне воде. Над морем доминирају јаки ветрови са запада, те су честе олује. То је један од главних разлога настанка многих ледених санти према Антарктику, тако да су њихове појаве овде врло честе.
На мору се појављује огромна количина рачића која представља храну за многе рибе, морске птице и китове. Ту су повољни услови за развој рибарства.

## Локација и опис
Скоша је водено подручје између Дрејковог пролаза, Огњене земље, Јужне Џорџије, Јужних Сендвичских острва, Јужних Оркнијских острва и Антарктичког полуострва. Ове групе острва се налазе на врху Шкотског лука, који уоквирује море на северу, истоку и југу. Море Скотија покрива површину од око 900.000 km2 (347.500 sq mi). Отприлике половина мора се налази изнад епиконтиненталног појаса.

## Историја
Море је добило име око 1932. по Скоши, експедицијском броду који је у овим водама користила Шкотска национална антарктичка експедиција (1902–04) под Вилијамом С. Брусом. Најпознатији прелазак овог хладног мора направили су при крају Империјалне трансантарктичке експедиције 1916. године сер Ернест Шеклтон и пет других у прилагођеном чамцу за спасавање Џејмс Керд. Они су напустили су острво Елефант, недалеко од врха Антарктичког полуострва и стигли на острво Јужна Џорџија две недеље касније. Била је то удаљеност од скоро 900 миља и сунце је виђено само четири пута током читавог путовања.
У Аргентини, Скоша се сматра делом области познатe као Мар Аргентино, а неколико територија на које полаже право, али нису окупиране од стране Аргентине, као што су Јужна Џорџија и Фокландска острва, леже унутар овог региона.

## Флора и фауна
Острва која се граниче са Шкотским морем су каменита и делимично прекривена ледом и снегом током целе године; упркос овим тешким условима, међутим, острва подржавају вегетацију и описана су као екорегија тундре острва Шкотског мора, која укључује Јужну Џорџију, вулканска острва Јужни Сендвич, и Јужни Оркни у Шкотском мору, као и удаљена Јужна Шетландска острва у близини Антарктичког полуострва и мали изоловани вулкан зван острво Буве. Сва ова острва леже у хладним морима испод антарктичке конвергенције. Ова подручја подржавају вегетацију тундре коју чине маховине, лишајеви и алге, док се морске птице, пингвини и фоке хране околним водама.
Морске птице укључују четири врсте албатроса: црнобри албатрос (Thalassarche melanophris), сивоглави албатрос (Thalassarche chrysostoma), албатрос са светлим плаштем (Phoebetria palpebrata) и лутајући албатрос (Diomedea exulans). Само пет врста птица је остало на копну на острвима, а међу њима су ендемска раса жутокљуне патке шиљаре (Anas georgica) и ендемска патка из Јужне Џорџије (Anthus antarcticus). Остале птице укључују јужну џиновску буревицу, са значајним колонијама на Причијем острву.
Врсте пингвина које се овде налазе укључују велики број краљевских пингвина, посебно у Јужној Џорџији, као и огрличасти пингвин, макаронски пингвин, папуански пингвин, аделијски пингвин и жутоуви пингвин (Eudyptes chrysocome).
Фоке укључују антарктичку медведицу (Arctocephalus gazella) и субантарктичку медведицу (Arctocephalus tropicalis) у великом броју, леопардску фоку (Hydrurga leptonyx), водену медведицу (Leptonychotes weddellii), огромну јужну слоновску фоку (Mirounga leonina), и фоку ракоједа (Lobodon carcinophagus).

## Претње и очување
Иако острва Шкотског лука имају оштру климу и никада нису била трајно настањена, она су дуго коришћена као база за пецање и лов на фоке. Дивљи живот на овим удаљеним острвима угрожавају уведене врсте, посебно у Јужној Џорџији, где су чак и велике животиње, укључујући (сада уклоњене) ирвасе, донете на острва. Даља штета по екосистеме је резултат прекомерног риболова. Јужна Џорџија, острва Јужног Сендвича и острво Буве су заштићени као резервати природе, при чему је Птичије острво, Јужна Џорџија, локација од посебног научног интереса. Фоке су додатно заштићене међународним споразумима, а популације крзнених фока се опорављају.